# Герб Варшавы
Герб Варшавы (пол. Herb Warszawy) — один из официальных символов города Варшавы, наряду с флагом, гимном и знаменем.

## Описание
Герб представляет собой щит, в червлёном поле которого изображён символ города — варшавская русалка, держащая в левой руке золотой щит, а в правой меч того же металла. Щит увенчан королевской короной. Большой герб Варшавы, помимо этого, содержит ленту с девизом «Semper invicta» (с лат. — «Всегда непобедима»), исходящую из верхних углов щита. Снизу щита расположен орден Вислы с надписью на знаке ордена «Virtuti Militari».

## История
Изначально в гербе Старого Города варшавская русалка изображалась с птичьими ногами и с телом дракона, а в следующем веке русалку изображали с рыбьим хвостом, верхней половиной женского тела и птичьими лапами с когтями. В 1622 году был утверждён окончательный вариант герба: женщина с рыбьим хвостом, держащая щит и меч. 9 ноября 1939 года был утверждён большой герб Варшавы.
Существует легенда, что в стародавние времена приплыли к берегам Балтийского моря две сестры-русалки. Там одна из них отправилась на запад в Датский пролив, и теперь её фигура стоит на входе в бухту Копенгагена. Другая тем временем поплыла вверх по реке Висла. Однажды богатый купец услышал её удивительное пение, поразился её красотой и решил заполучить её во что бы то ни стало, чтобы показывать за деньги на ярмарках. Его коварный план удался, он её схватил и посадил под замок. Однако сыну местного рыбака стало её жаль, и он освободил русалку. Она была ему так благодарна, что пообещала охранять жителей города.

## Фотогалерея

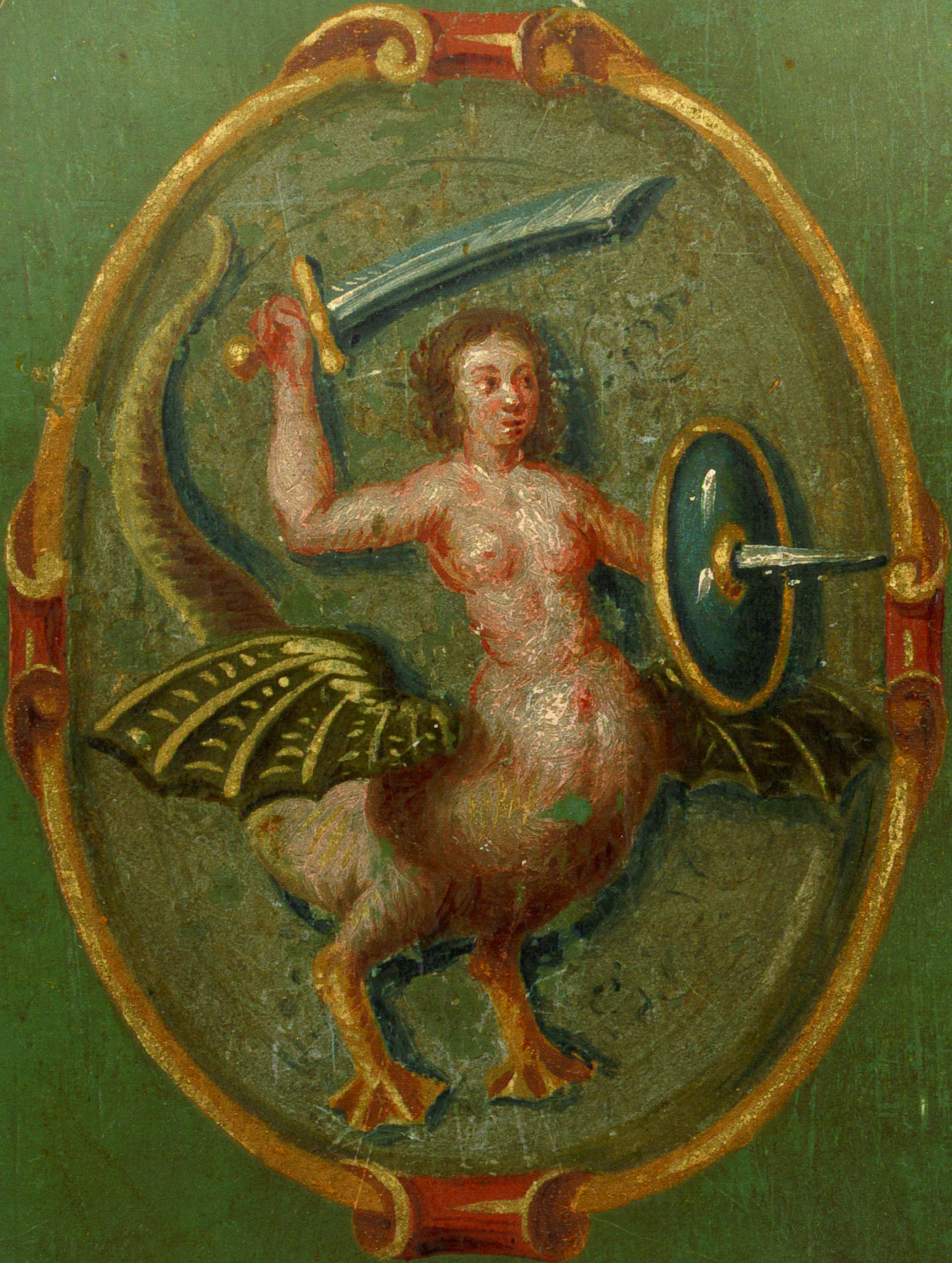
Русалка на изображении 1659 года
Во времена коммунизма (1944–1989)
Герб Варшавы
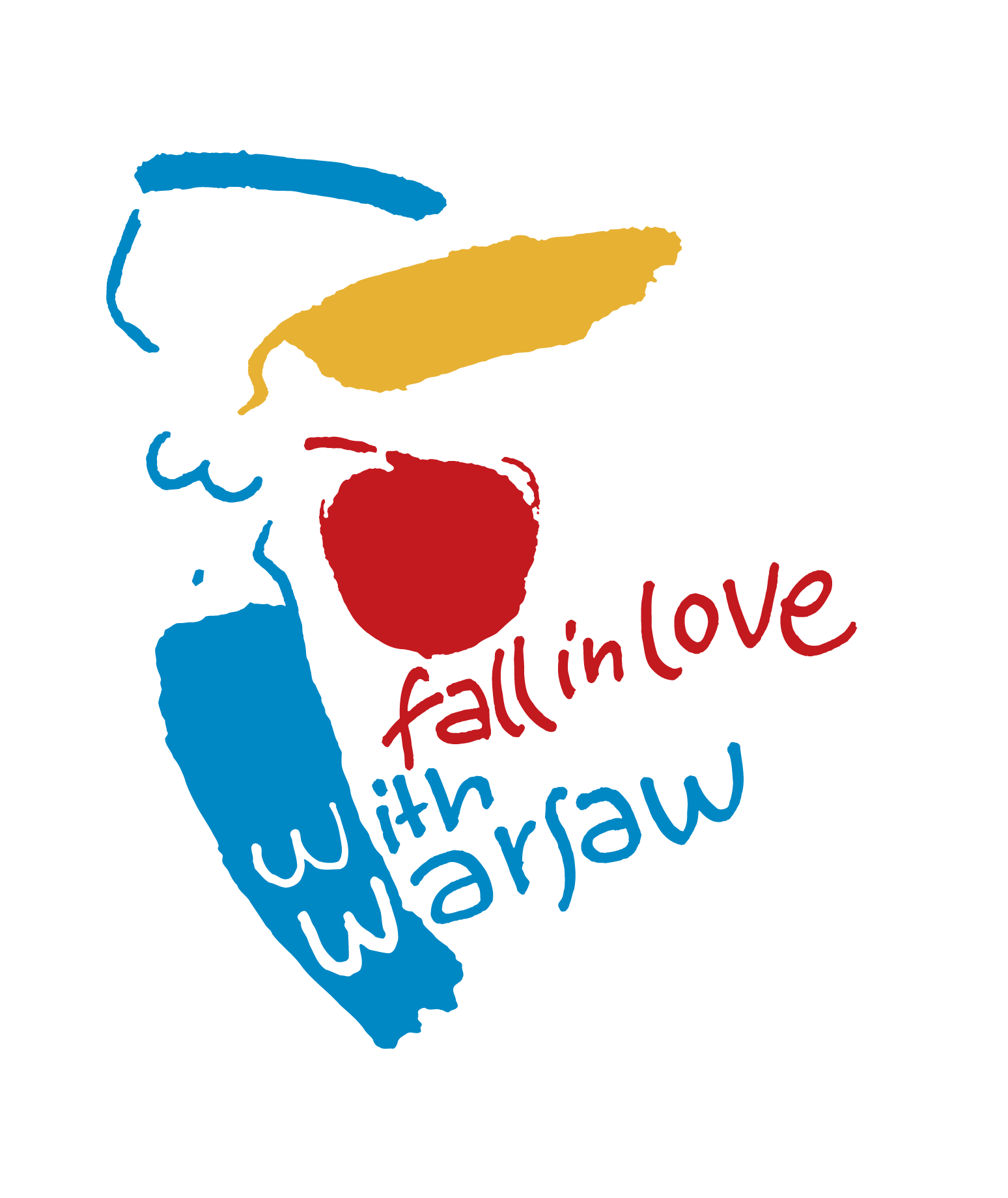
Логотип Варшавы (2004–2022)
Логотип Варшавы (с 2022 г.)